# Keiko (orca)
Keiko (Islandia, aprox. 1976 - Noruega, 12 de diciembre de 2003) fue una orca (Orcinus orca), la cual fue la primera y única orca que vivió en cautiverio y retornó a su hábitat natural. Es conocida mundialmente por su participación en la saga de películas Free Willy.
El cetáceo odontoceto perteneciente a la familia delphinidae fue capturada cerca de Islandia, en la bahía de Klettsvik en Vestmannaeyjar, por un pescador en 1979 cuando tenía aproximadamente dos años y fue puesta en libertad el 11 de julio de 2002 en Islandia, en el mismo lugar donde fue capturada, 23 años después, tras una campaña de la Free Willy Keiko Foundation, la rehabilitación a la vida salvaje de Ocean Futures Society y la ayuda de Humane Society of the United States.
Durante sus años de cautiverio habitó en el acuario islandés de Saedyrasfnid durante tres años, otros tres en el parque de Marineland de Ontario y diez años en el parque temático de Reino Aventura, en Ciudad de México, efectuando espectáculos para el público.
La habilitación a la vida salvaje la realizó en el Oregon Coast Aquarium en Newport.
Tras su liberación, no supo relacionarse ni establecerse con otras orcas y buscaba la compañía humana en los barcos y en las costas. Desde Islandia viajó hasta Noruega, apegándose a los humanos, por lo que fue trasladada a la Bahía de Taknes, apartada de las poblaciones, donde vivió en estado de en semi-libertad o semi-cautividad con sus cuidadores hasta el final de sus días.

## Historia

### Cautividad

#### Captura
Se calcula que nació en 1976, debido a que contaba con unos dos años cuando fue capturada en la bahía de Klettsvik en Vestmannaeyjar, Islandia en 1979. Al momento de su captura, convivía en una familia matriarcal, con la que estaba comenzando su lento aprendizaje y todavía era una cría que dependía de su madre para sobrevivir.
De no ser capturada, hubiera aprendido a cazar con sus eficaces ataques grupales y a comunicarse con el dialecto propio de su grupo. Las orcas son una de las especies más inteligentes del planeta, unos mamíferos marinos en libertad, viven 100 años las hembras y 80 los machos.
El nombre de Keiko es de origen japonés, cuyo significado se traduce como «afortunado».

#### Atracción estelar
Tras su captura, fue vendida a un acuario islandés de Saedyrasfnid, en el que habitó durante tres años junto con otras orcas, hasta que fue vendida en 1982 al parque de Marineland de Ontario, en Canadá, donde se le adiestró para que hiciera actuaciones en público. En este lugar aparecieron sus primeras lesiones dérmicas y una infección alrededor de su aleta pectoral, que indicaba su mala salud.
En 1985, Keiko fue vendido a Reino Aventura, (actualmente Six Flags México) , un parque de diversiones en Ciudad de México.
Su llegada a México fue arreglado por el político Jorge Hank Rhon, famoso por haber estado involucrado en varios casos de tráfico ilegal de fauna silvestre. El político hizo que el cetáceo cruzara de manera ilegal el espacio estadounidense, y que el viaducto Miguel Alemán, del Distrito Federal, fuera cerrado para que la orca pudiera llegar en 15 minutos hasta Reino Aventura.
Desde la perspectiva de los dueños de Reino Aventura, Keiko se alimentaba bien, ya que comía entre 80 y 120 kilos diarios de pescado, 50% nacional y 50% internacional, y tomaba vitaminas. Además tenía cuatro entrenadores, un velador y hasta ocho personas que cuidaban de él: Armando Rojo, Karla Corral, Renata Fernández, Danya Hernández, Noemi Vergara Arroyo, Juan Carlos Familiar y Gaspar Zavala.
Keiko siguió creciendo y su tanque le quedaba pequeño. Ken Balcom, director del Centro para la Investigación de las Ballenas del estado de Washington, ofreció en esa época al parque 3.8 millones de dólares por el mamífero marino, para ser liberada tras una readaptación y reaprendizaje de sus capacidades silvestres, pero el parque se negó.
Surgió entonces el ofrecimiento de que la ballena participara en programas de televisión y películas, mientras actuó en Reino Aventura durante diez años.

#### Estrella de Hollywood
La llegada del mamífero al parque de Reino Aventura, fue el pretexto perfecto para que la compañía discográfica Musart decidiera lanzar al mercado un disco con dos temas dedicados a Keiko, interpretados por la cantante infantil Lucerito. Otro tema musical para la despedida de Keiko de reino aventura, titulado “Adiós Amigo Keiko”, fue interpretado por un grupo juvenil llamado “La nueva onda”.
En 1987, apareció en el capítulo final de la telenovela Quinceañera y en 1990 apareció en la película Keiko en peligro y en 1996 participó en la telenovela mexicana Azul.
A inicios de los años 1990, fue descubierta por cazatalentos de Hollywood, quienes buscaban una orca amaestrada para participar en la película Liberen a Willy, que se convirtió en uno de los filmes más vistos durante 1993, dándole fama mundial. Y con ello, la aparición en sus secuelas Free Willy II (Liberad a Willy II) y Free Willy III: The Rescue (Liberad a Willy III: El Rescate).

### El casoKeiko, aliasWilly
El caso de Keiko fue publicado en 1993 por la revista Entertainment Weekly de Estados Unidos, el artículo citaba «Puede salvarse esta ballena» destacó el caso de Keiko, al que describió de manera dramática: «Se tardó menos de dos horas de pantalla liberar a Willy, pero la batalla para salvar a Keiko ha persistido desde el inicio de la filmación en 1992 y parece ponerse cada vez más difícil. Ambientalistas, biólogos marinos, sus propios entrenadores y los administradores del parque discuten sobre la mejor manera de ayudarle.» . El escándalo alcanzó tal magnitud que la película de Liberad a Willy incluía un número telefónico para todos aquellos que quisieran adherirse al movimiento por la liberación del mamífero marino.
Tras su fama mediática, la revista Life publicó también un artículo donde dio a conocer las condiciones precarias en que vivía Keiko, debido a que medía 7 metros 30 centímetros de largo y su estanque tenía una profundidad de 6 metros 30 centímetros, dando como evidencia que el mamífero marino ya no cabía en su estanque. Lo que motivó a sus entrenadores y admiradores de todo el mundo a iniciar una campaña para devolverle su libertad.
En 1994 ya era un macho en plena madurez sexual, con cerca de 15 años tenía más de siete metros de longitud.
Padecía lesiones dérmicas y virales, sufría de escoriaciones alrededor de las aletas pectorales y su aleta caudal, sus dientes inferiores observaban gran desgaste debido a su costumbre de morder los bordes de su piscina por aburrimiento y estrés, su esperanza de vida se reducía drásticamente por una dieta a base pescado muerto que no aporta los nutrientes necesarios ni complementándolos artificialmente, siendo más vulnerables a enfermedades que no existen en su hábitat y su aleta dorsal estaba doblada por la inactividad de su uso, característica de las orcas en cautividad.
Su situación dividió en dos a la opinión mundial; por un lado apareció la Alianza de Parques de Mamíferos Marinos y Acuarios que propugnaba porque fuera llevada a un acuario con una piscina adecuada, la cual podría compartir con una hembra, y por otro lado apareció el Centro para la Investigación de las Ballenas del estado de Washington orientado hacia los derechos de los animales, decidido a poner a la orca en libertad.

### Free Willy Keiko Foundation
Free Willy Keiko Foundation (Fundación Liberen a Willy - Keiko) fue fundada el 1 de noviembre de 1994, por los entrenadores y fanes de Keiko, por la Warner Bros que había producido sus cuatro películas, por el millonario Craig McCaw y por la organización ecologista Earth Island Institute. Con este apoyo y gracias a diversas donaciones, valuadas en 20 millones de dólares, se creó la Fundación. 

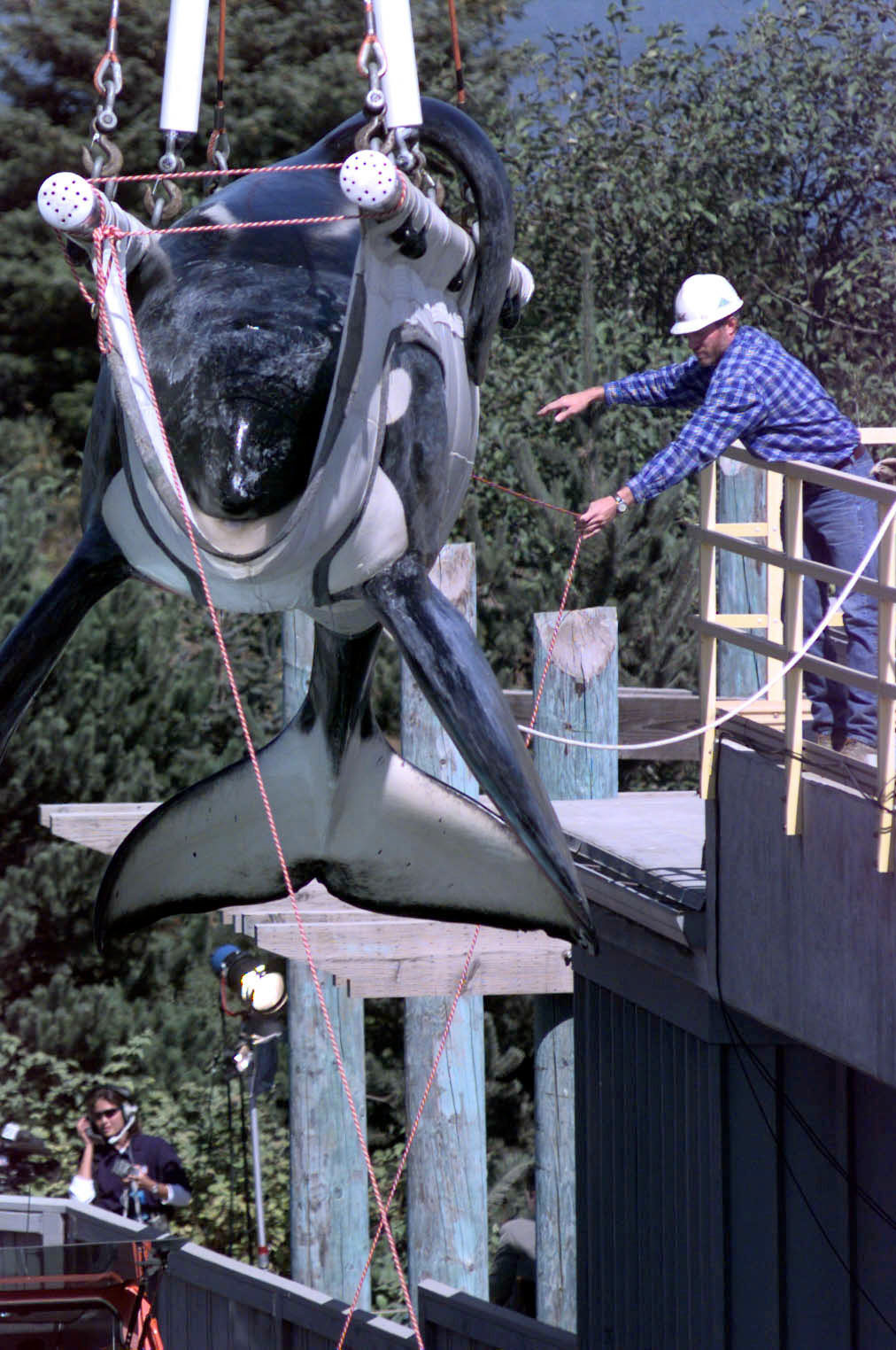
Keiko en uno de sus traslados.

### Liberación

#### Rehabilitación a la vida salvaje

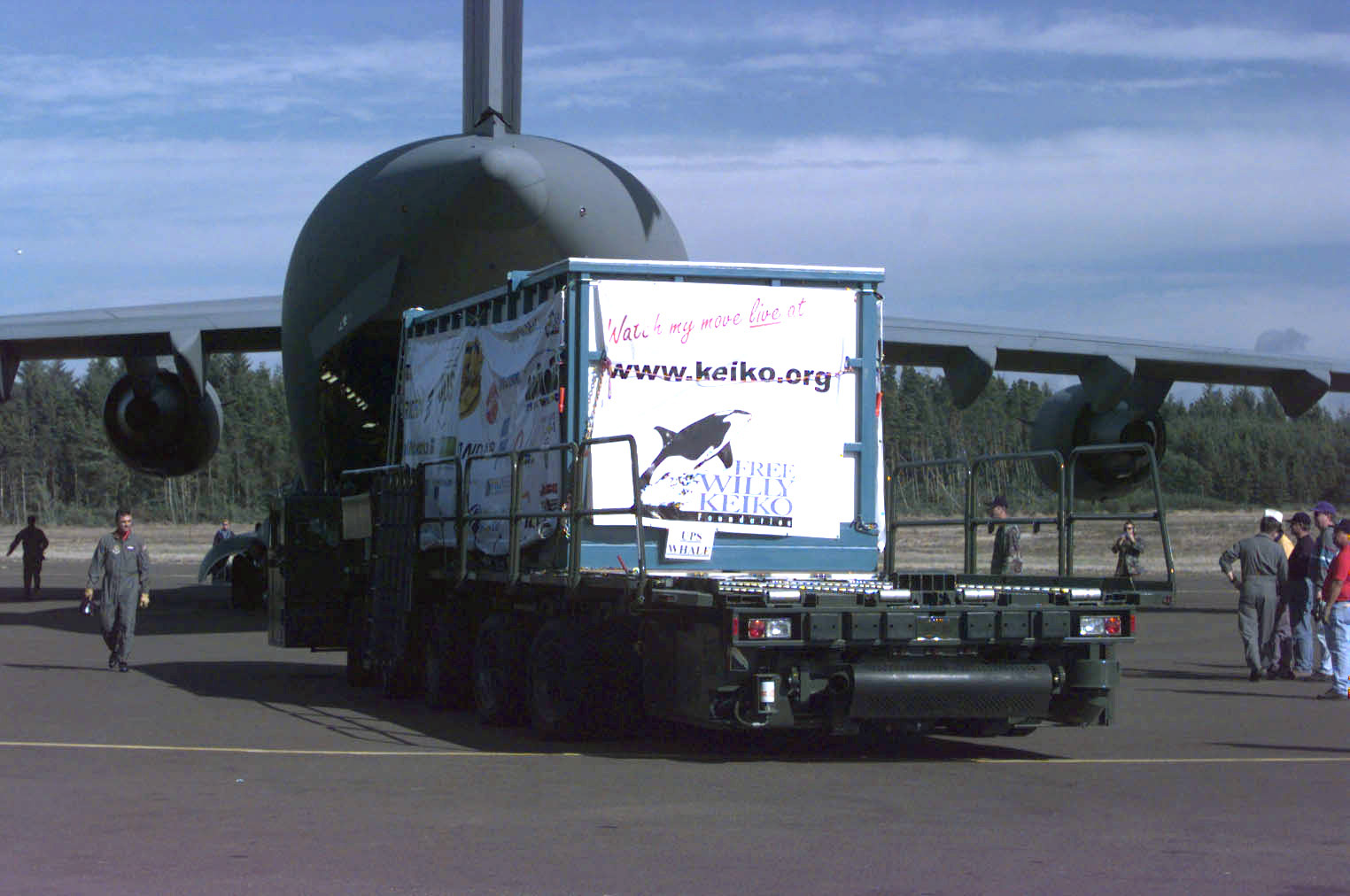
Cargando a Keiko en un avión de transporte C-17, el 9 de septiembre de 1998 en Newport, Oregón para el transporte a las Islas Westman en Islandia.

En un acto insólito e inesperado, en 1995, la ballena fue donada por Reino Aventura a su Fundación, tras la presión de recibir más de 1500 cartas quincenales para solicitar su liberación, pues sus dueños estaban irritados con tal exceso de súplicas.
Antes de liberar a Keiko había que acostumbrarla a vivir en su hábitat natural, así que el primer paso de la Fundación fue aliarse en 1995 con el Oregon Coast Aquarium, donde se construyó una inmensa piscina equipada con rocas marinas y agua salada, adecuándolo como un centro de rehabilitación para Keiko. Con un coste de 7,3 millones de dólares, la orca fue trasladada vía aérea de Reino Aventura a su nueva casa en el Oregon Coast Aquarium en Newport, Oregón, el 7 de enero de 1996, por la compañía United Parcel Service, tras una larga despedida con niños llorando y un operativo televisivo que fue trasmitido a todo el mundo.
Cuando llegó a Oregón, Keiko experimentó por primera vez en más de 14 años el agua salada del mar, sus lesiones cutáneas comenzaron a disminuir y aumentó más de media tonelada durante su estancia, ya que al llegar pesaba 3 toneladas y media, cuando lo normal en una orca macho era de 4,6 toneladas. Un año más tarde, en 1997, comenzaron a alimentarlo con peces vivos, para que aprendiera a alimentarse por sí mismo. A pesar de que al principio no aceptaba comerlos y se los llevaba a sus entrenadores, esto reavivó sus instintos de supervivencia.
Durante su estancia en Oregón, la revista Time le dedicó una portada, Discovery Channel grabó el popular documental de "The Free Willy Story" y más de 2 millones de personas la visitaron en el acuario.
El objetivo inicial era de liberar a Keiko en una bahía cerrada en el Océano Atlántico norte antes del finales de 1998, pero tras largas discusiones con varias autoridades de los países de citada región, se decidió que Keiko debería volver a Islandia.
Después de 18 meses de rehabilitación y diversos estudios médicos, se había declarado que Keiko era lo suficientemente sano y rápido para su puesta en libertad.
El 9 de septiembre de 1998, es transportada por un avión Boeing C-17 Globemaster III de Newport a la bahía de Klettsvik en Vestmannaeyjar, Islandia, donde había sido capturada.
En Klettsvik, continuaría su rehabilitación con mucha más autonomía, en un recinto vallado dentro de la bahía, con un tamaño de 22 campos de fútbol y una profundidad de hasta 15 metros, que le daba la oportunidad de entrenar su buceo. Durante su estancia en la bahía, se le enseñó a ignorar todos los barcos, excepto el de Ocean Futures Society, los responsables del programa de la vuelta de Keiko a Islandia.
El 1999 fue la fecha que se estableció para su liberación, pero Keiko fue trasladada de nuevo en avión al fiordo de Skal, en Skålvikfjorden, Nordmøre, Noruega, ya que enfermó del hígado y el pulmón y su proceso de reincorporación al mar se retrasó. La orca siguió recuperándose y habituándose a la vida salvaje y a mejorar sus instintos de supervivencia. En esta estancia se incluían sesiones de nado en mar abierto con Ocean Futures Society, hasta finales de 2001, cuando la sociedad abandonó el proyecto.
Desde esa fecha, la Fundación restableció el proyecto y lo gestionó la Humane Society of the United States.
Para culminar su liberación, una vez recuperada, la trasportaron de nuevo a Islandia.

#### Libertad
El 11 de julio de 2002 fue oficialmente liberada en las costas de Islandia, en el mismo lugar donde 23 años antes había sido capturada, pasando a ser la primera -y única- orca en cautiverio que retorna a su hábitat natural.
El plan de liberación generaba una amplia polémica, muchos dudaban de que el animal pudiera regresar a la vida salvaje después de años de domesticación. A pesar de estas propuestas, se siguió con el programa.
Sin embargo, afectada por estar en cautiverio desde muy pequeña, Keiko nunca aprendió a comunicarse con las demás orcas y el mamífero permaneció muy apegado a los humanos. Antes de ser liberada, se le instaló un chip transmisor satelital con el que se monitoreaban sus movimientos y ubicaciones.
Desde Islandia nadó unos 1400 kilómetros con varios grupos de ballenas salvajes, hasta la costa de Noruega, a principios de agosto de 2002. Keiko nadaba junto con otras orcas, desde distancias de 100 y 300 metros, y jamás pudo integrase en un grupo. En Noruega se instaló en la comuna de Halsa, tres semanas más tarde de su liberación, donde permitió a la población interactuar con ella.

Ante el aparente fracaso de incorporarla a su hábitat natural, tras 26 años de cautiverio, Keiko fue llevada con sus cuidadores, a la bahía de Taknes, en la costa oeste de Noruega, con la esperanza de disminuir su contacto con los humanos, y allí regresó a la vida que consideraba normal, en estado de en semi-libertad / semi-cautiverio, donde fue alimentada y cuidada por Colin Baird y Thorbjorg ‘Tobba’ Valdis Kristjansdottir desde septiembre de 2002 hasta el fin de sus días.

### Muerte
Keiko, de 27 años y seis toneladas de peso, falleció el 12 de diciembre de 2003, alrededor de las 15.00 horas después de caer repentinamente enferma de una neumonía a causa de un pequeño resfriado. Falleció con aproximadamente 27 años de edad —una gran edad para una orca en cautiverio, pero muy pequeña para una en libertad, ya que la edad media de una orca macho libre es de 80 años.
Sus últimos días los pasó el cetáceo en la bahía de Taknes, cerca de Trondheim, en el lado noroeste de la costa noruega. La alcaldesa del municipio de Halsa, Margrete Seter y el presidente y fundador de la Fundación, David Phillips, emitieron un comunicado para informar sobre la muerte del mamífero: «Estaba ligeramente resfriada ayer y cuando los médicos se disponían a examinarla, poco después del atardecer, la hallamos junto al muelle».
La orca Keiko fue enterrada a orillas de un fiordo noruego de la bahía noruega de Taknes, en tierra firme y en una ceremonia celebrada en secreto para no empañar la idílica imagen del cetáceo, cuyo cuerpo se encontraba ya en proceso de descomposición. Lo normal hubiera sido transportar la ballena hasta alta mar y dejarla sumergirse en el océano, pero el deseo de la fundación "Free Willy" (Liberen a Willy) era enterrar al animal en tierra firme, y así procedieron sin despertar la atención mediática. Al parecer, la institución no quería que se fotografiara a Keiko ya que su cuerpo comenzaba a mostrar signos de descomposición, que no se correspondían con la imagen idílica creada en el celuloide. «La fundación deseaba que la gente recordara a Keiko tal y como era en vida.
Siguiendo la petición de sus fanes, se le hizo un servicio fúnebre en el Oregon Coast Aquarium el 20 de febrero de 2004, al cual acudieron alrededor de 700 personas.

## Filmografía

### Cine
- 1990 Keiko en peligro - Keiko
- 1993 Free Willy - Willy
- 1995 Free Willy 2: The Adventure Home - Willy
- 1997 Free Willy 3: The Rescue - Willy

### Televisión
- 1987 Quinceañera - Orca
- 1996 Azul - Keiko

### Documentales póstumos
- 2010 Keiko: The Untold Story (Keiko: La historia jamás contada)
- 2013 The Whale Who Would Not Be Freed.  ...(New York Times Video, September 16, 2013)
- 2015 Keiko: después de ‘Liberad a Willy’. Documental de Animal Planet.